# 拉勒多尔特
拉勒多尔特（法語：La Redorte，法語發音：[la ʁədɔʁt] ⓘ）是法国奥德省的一个市镇，属于卡尔卡松区。

## 地理
拉勒多尔特（43°15'8"N, 2°39'11"E）面积13.49 平方千米，位于法国奧克西塔尼大區奥德省，该省份为法国南部沿海省份，北起塔恩省，西北接上加龙省，西接阿列日省，南至东比利牛斯省，东临地中海，东北与埃罗省接壤。
与拉勒多尔特接壤的市镇（或旧市镇、城区）包括：阿济耶、卡斯泰尔诺多德、皮谢里克、尔约米内尔瓦、罗克库尔布密涅瓦、图鲁泽勒。

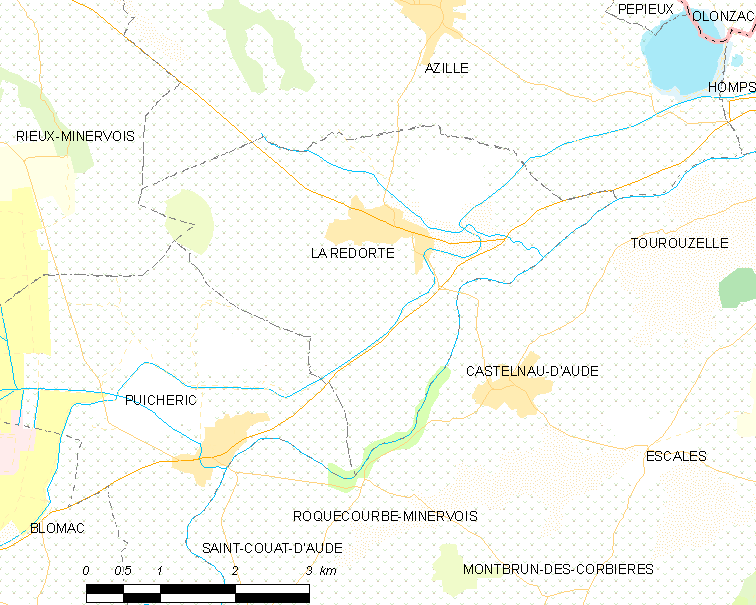
拉勒多尔特的OSM定位图

拉勒多尔特的时区为UTC+01:00、UTC+02:00（夏令时）。

## 行政
拉勒多尔特的邮政编码为11700，INSEE市镇编码为11190。

## 政治
拉勒多尔特所属的省级选区为上密涅瓦县。

## 人口

1962-2008年间拉勒多尔特人口变化图示

拉勒多尔特于2022年1月1日时的人口数量为1275人。